# PhotoAid
PhotoAiD Spółka Akcyjna – polska firma technologiczna z siedzibą główną w Białymstoku, założona w 2012 roku. Specjalizuje się w aplikacjach wykonujących zdjęcia biometryczne, a także jest producentem kabin fotograficznych. W 2024 roku ponad 2000 osób dziennie na całym świecie robiło zdjęcia w 170 kabinach, a z aplikacji mobilnych PhotoAiD korzystało 70 tysięcy osób miesięcznie w 150 krajach. 
W 2023 i 2024 roku PhotoAiD znalazła się w rankingu "FT1000", dziennika Financial Times, wśród najszybciej rozwijających się firm w Europie.

## Historia

### Sieć fotobudek
W 2012 roku bracia Marcin (ur. 1984), Rafał (ur. 1982) i Tomasz (ur. 1986) Młodzcy, studenci prawa, informatyki i filozofii, prowadzący serwis edukacyjny do nauki języków obcych Fiszkoteka, założyli spółkę FunFotos produkującą fotobudki i zarządzającą ich siecią. Pierwsze urządzenia FunFotos, które Młodzcy budowali w rodzinnym garażu, posiadały autorskie oprogramowanie i służyły wyłącznie do wykonywania zdjęć pamiątkowych.
W 2015 roku, gdy spółka Młodzkich posiadała około 70 fotobudek w centrach handlowych, parkach rozrywki i multipleksach kinowych, zainwestował w nią 1,3 mln złotych fundusz venture capital Inovo Venture Partners.
W 2016 roku FunFotos zaczęła budować sieć kabin fotograficznych umożliwiających wykonywanie zdjęć biometrycznych – dostosowanych do oficjalnych dokumentów tożsamości: paszportów biometrycznych, dowodów osobistych, praw jazdy, dowodów rejestracyjnych, wiz, a także Karty Polaka i kart pobytu. Firma usytuowała biometryczne fotobudki w urzędach miejskich i urzędach paszportowych. W 2017 roku uruchomiła pierwszy stacjonarny punkt fotograficzny pod marką FotoExpress.
W 2018 roku spółka posiadała 130 fotokabin biometrycznych, służących do wykonywania zdjęć paszportowych. W 2019 roku sieć liczyła ponad 180 urządzeń w Polsce oraz lokalny punkt druku w Bostonie. Spółka miała 4 miliony złotych przychodów i 600 tysięcy złotych zysku netto. W 2024 roku codziennie ponad 2000 osób na całym świecie robiło zdjęcia w 170 kabinach.
W 2024 roku firma została członkiem korporacyjnym branżowego stowarzyszenia Professional Photographers of America.

### Aplikacje do zdjęć biometrycznych
Od 2019 roku firma pracowała nad serwisem przeznaczonym do edycji zdjęć do dokumentów, wykonywanych przy pomocy smartphonów. Wówczas wydano pierwszą wersję aplikacji na system Android.
W lutym 2020 roku Młodzcy wykupili udziały należące do funduszu Inovo. W marcu 2020 roku, ze względu na pandemię koronawirusa, skoncentrowali się na rozwijaniu oprogramowania jako usługi opartej na aplikacji mobilnej, hibernując na czas pandemii biznes fotobudkowy. W 2020 roku FunFotos zatrudniała 18 osób. 
Spółka opracowała wspólnie z Wydziałem Matematyki Informatyki i Mechaniki Uniwersytetu Warszawskiego zestaw algorytmów pozwalających na rozpoznawanie określonych cech fotografii osób i ich automatyczną weryfikację oraz korekcję. W efekcie firma przeszła transformację z działalności analogowej w usługę online dostępną na całym świecie. W sierpniu 2020 roku FunFotos uruchomiła aplikacje mobilne nazwane PhotoAiD oraz Passport Photo Online, umożliwiające wykonanie zdjęć do oficjalnych dokumentów aparatem w urządzeniu mobilnym. Kreator zdjęć do dowodów osobistych był współfinansowany przez Polską Agencję Rozwoju Przedsiębiorczości.
W 2021 roku spółka zmieniła nazwę na PhotoAiD, rejestrując swój znak towarowy w Urzędzie Unii Europejskiej ds. Własności Intelektualnej. Z aplikacji korzystali wówczas użytkownicy z 90 krajów świata. We wrześniu 2021 roku firma dostała 2 miliony złotych w kolejnej rundzie finansowania inwestycyjnego. Po czym przekształciła się w spółkę akcyjną. W 2022 roku spółka świadczyła usługi w ponad 80 krajach, a zespół PhotoAiD liczył ponad 130 osób.
W 2023 roku przychody PhotoAiD wyniosły 38,9 mln zł i były o 26% wyższe niż w 2022 roku. Dwie akwizycje oraz inwestycje technologiczne przyniosły spółce stratę w wysokości 2,7 mln zł, w porównaniu z zyskiem w wysokości 3,5 mln zł w 2022 roku. PhotoAiD przejął niemiecką usługę zdjęć paszportowych online Biometrisches-passbild.net oraz amerykańską usługę zdjęć Epassportphoto.com.

## Oprogramowanie
W fotografii selfie przesłanej do aplikacji mobilnej PhotoAiD algorytmy sztucznej inteligencji wykrywają twarz, kadrują obraz i zamieniają tło na jednolicie białe, przekształcając plik w zdjęcie paszportowe – dostosowując rozmiar i oświetlenie, zgodnie z ustawowymi wymaganiami w ponad 13 krajach. Natychmiast po przesłaniu zdjęcia, sztuczna inteligencja jest w stanie zweryfikować i oznaczyć je jako poprawne lub niepoprawne. Aplikacja konwertuje zdjęcia w trzy sekundy. Przetworzone oraz przeskalowane obrazy w zdjęcia paszportowe i wizowe przechodzą przez test podwójnej zgodności: przez samo oprogramowanie, a następnie przez eksperta.
W 2022 roku z aplikacji skorzystało ponad 11,5 milionów użytkowników, dla ponad 10 tysięcy rodzajów dokumentów z ponad 150 krajów. W 2024 roku z aplikacji korzystało miesięcznie 70 tysięcy osób w 150 krajach, głównie w Polsce, Stanach Zjednoczonych, Francji, Wielkiej Brytanii, Niemczech, Hiszpanii i Włoszech.

## Zaangażowanie społeczne
W 2021 roku, pod honorowym patronatem Ministerstwa Rozwoju, Pracy i Technologii firma PhotoAiD przeprowadziła akcję Kreuj obraz zawodowy, umożliwiającej bezpłatnie skorzystanie na platformach Passport Photo Online i PhotoAiD z kreatora profesjonalnych zdjęć na potrzeby CV. PhotoAiD przeprowadziła wówczas akcje społeczne, kierowane do urzędów gminy, seniorów oraz uczniów szkół podstawowych, wykonujących zdjęcia legitymacyjne w ramach aplikacji mObywatel.
W 2022 roku, we współpracy z samorządami wojewódzkimi spółka wykonała 120 tysięcy zdjęć biometrycznych dla uchodźców z Ukrainy w ramach akcji PESEL dla Ukrainy.

## Wyróżnienia
PhotoAiD znalazła się dwukrotnie w rankingu "Financial Times 1000", wśród najszybciej rozwijających się firm w Europie, za rok 2023 i 2024.
W 2024 roku firma doradcza Deloitte umieściła PhotoAiD w zestawieniu „Technology Fast 500” za rok 2023, liście najszybciej rozwijających się firm technologicznych w regionie EMEA. Firma otrzymała nagrodę EY Przedsiębiorca Roku jako finalista w kategorii Nowe Technologie/Innowacje na rok 2024. PhotoAiD zdobyła główną nagrodę w konkursie polskiego ekosystemu startupów Aulery fundacji Aula Polska.